# Lennoxville

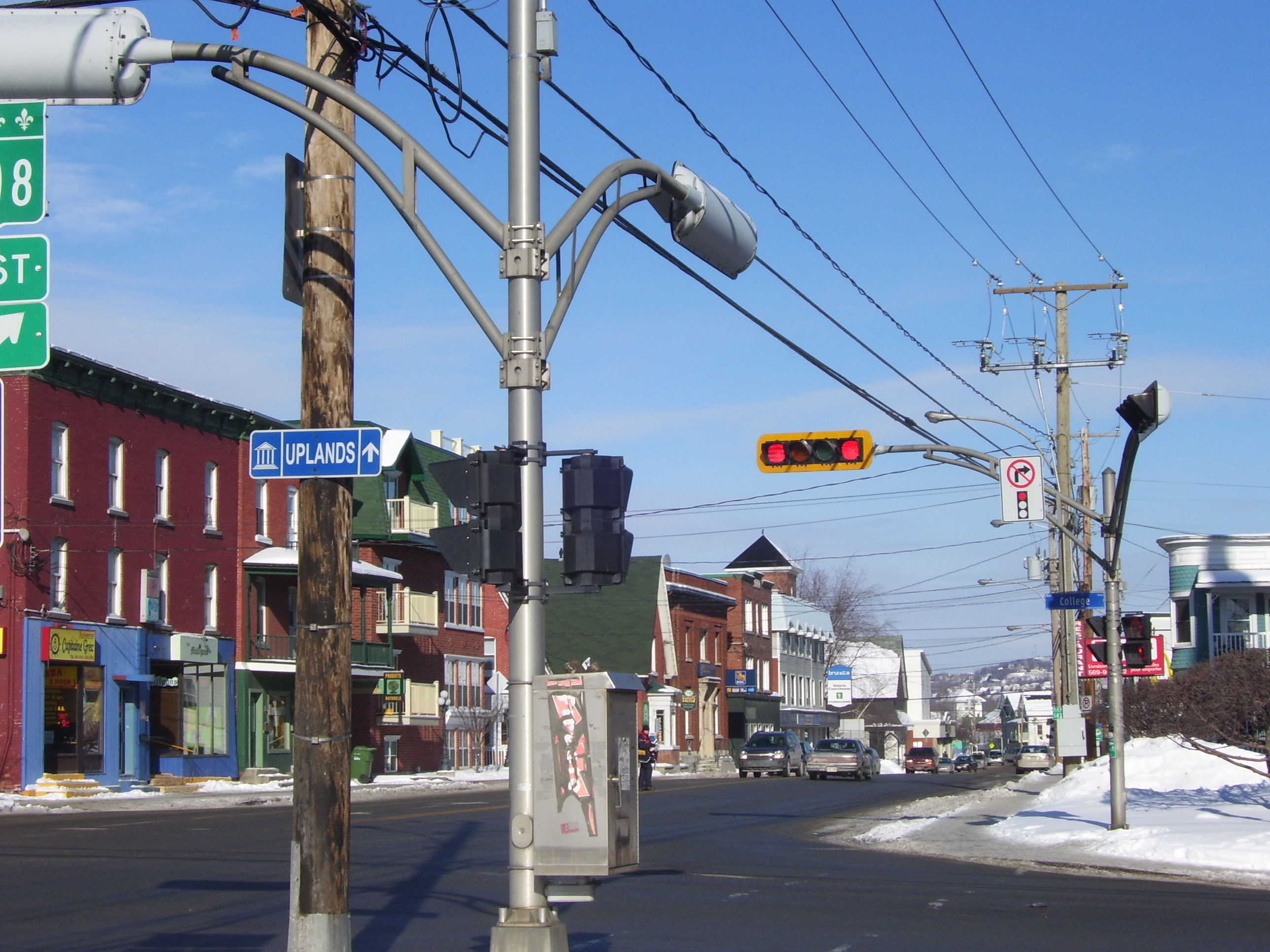
Lennoxville.

Lennoxville es un distrito de la ciudad canadiense de Sherbrooke, Quebec. Está situado en la confluencia de los ríos Saint Francis y Massawippi aproximadamente cinco km al sur del centro de Sherbrooke.
Lennoxville, hasta el 1 de enero de 2002, existía como un pueblo independiente. A partir de esa fecha, el Pueblo de Lennoxville, junto con varios otros pueblos y ciudades anteriormente independientes de la región, se fusionaron con la Ciudad de Sherbrooke.
Los estudiantes de Bishop's University aumentan considerablemente la población durante el año escolar. Los habitantes de Lennoxville son anglófonos, pero cada día más bilingües (inglés y francés).